# Meanderek nad Mylną
Meanderek nad Mylną – jaskinia w Dolinie Kościeliskiej w Tatrach Zachodnich. Wejście do niej znajduje się u podnóża Raptawickiego Muru, powyżej Jaskini Mylnej, na wysokości 1130 metrów n.p.m. Jaskinia jest pozioma, a je długość wynosi 9 metrów.

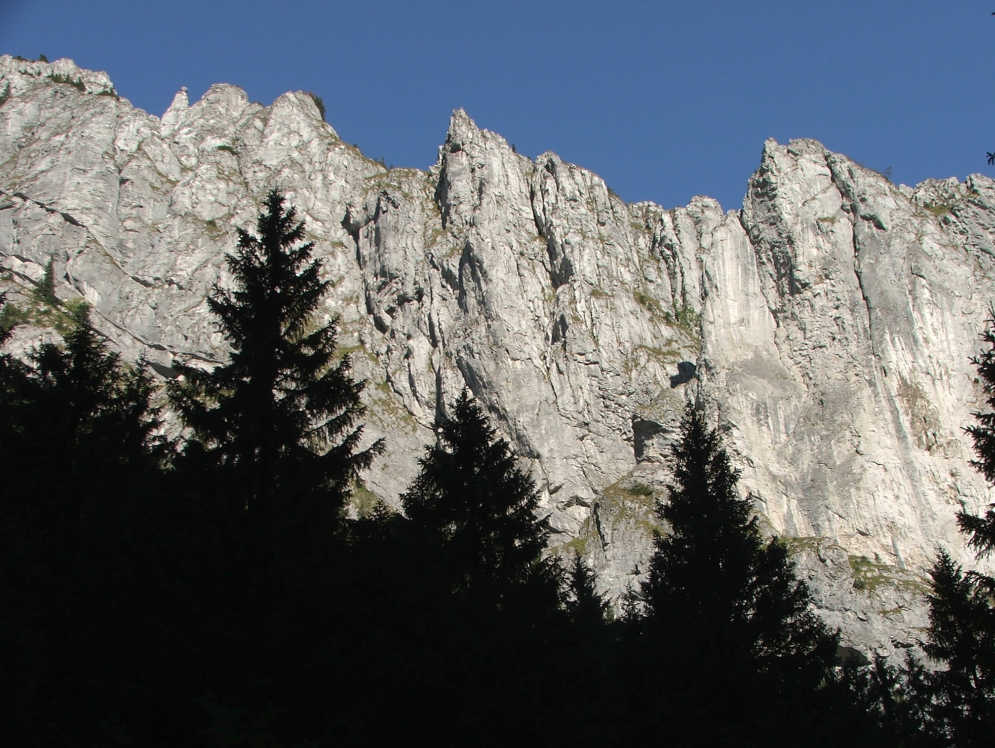
Raptawicki Mur

## Opis jaskini
Jaskinię stanowi ciasny, szczelinowy, poziomy korytarz zaczynający się w niewielkim otworze wejściowym i po paru metrach rozdzielający się. Na lewo idzie kilkumetrowy korytarzyk z zaciskiem, lekko na prawo wąska szczelina, która po 3 metrach staje się nie do przejścia.

## Przyroda
W jaskini można spotkać nacieki grzybkowe. Ściany są wilgotne, rosną na nich mchy i porosty.

## Historia odkryć
Jaskinia była prawdopodobnie znana od dawna. Jej pierwszy plan i opis sporządziła I. Luty przy współpracy M. Kapełuś w 2003 roku.